# Juneau (Alaska)
Juneau is sinds 1906 de hoofdstad van de Amerikaanse staat Alaska, gelegen in de smalle strook land (Alaska Panhandle) tussen de Canadese provincie Brits-Columbia en de Stille Oceaan. De stad heeft 32.255 inwoners (2020) en is vernoemd naar Joe Juneau, die er in 1880 goud vond. Juneau is niet de grootste stad van Alaska, dat is Anchorage, met ongeveer 9x zoveel inwoners.

## Geografie
Juneau ligt voor het grootste deel op het vasteland van Alaska, een kleiner deel ligt op Douglas Island. De beide delen worden van elkaar gescheiden door het Gastineau Channel, maar zijn met elkaar verbonden via de Juneau-Douglas-brug. Vanwege het ruige bergachtige achterland lopen er geen wegen vanuit Juneau naar de rest van Alaska of elders op het vasteland: alle verkeer van en naar buiten de stad vindt plaats over het water of door de lucht.
Juneau is met het vliegtuig bereikbaar via Juneau International Airport, dat zowel een fysieke landingsbaan heeft als een landingsbaan voor watervliegtuigen. Over het water is Juneau aangesloten op de Alaska Marina Highway.

## Geboren
- Mary McGee (1936-2024), coureur en eerste vrouw in de Verenigde Staten die deelnam aan wegrace- en motorcrosswedstrijden

## Galerij

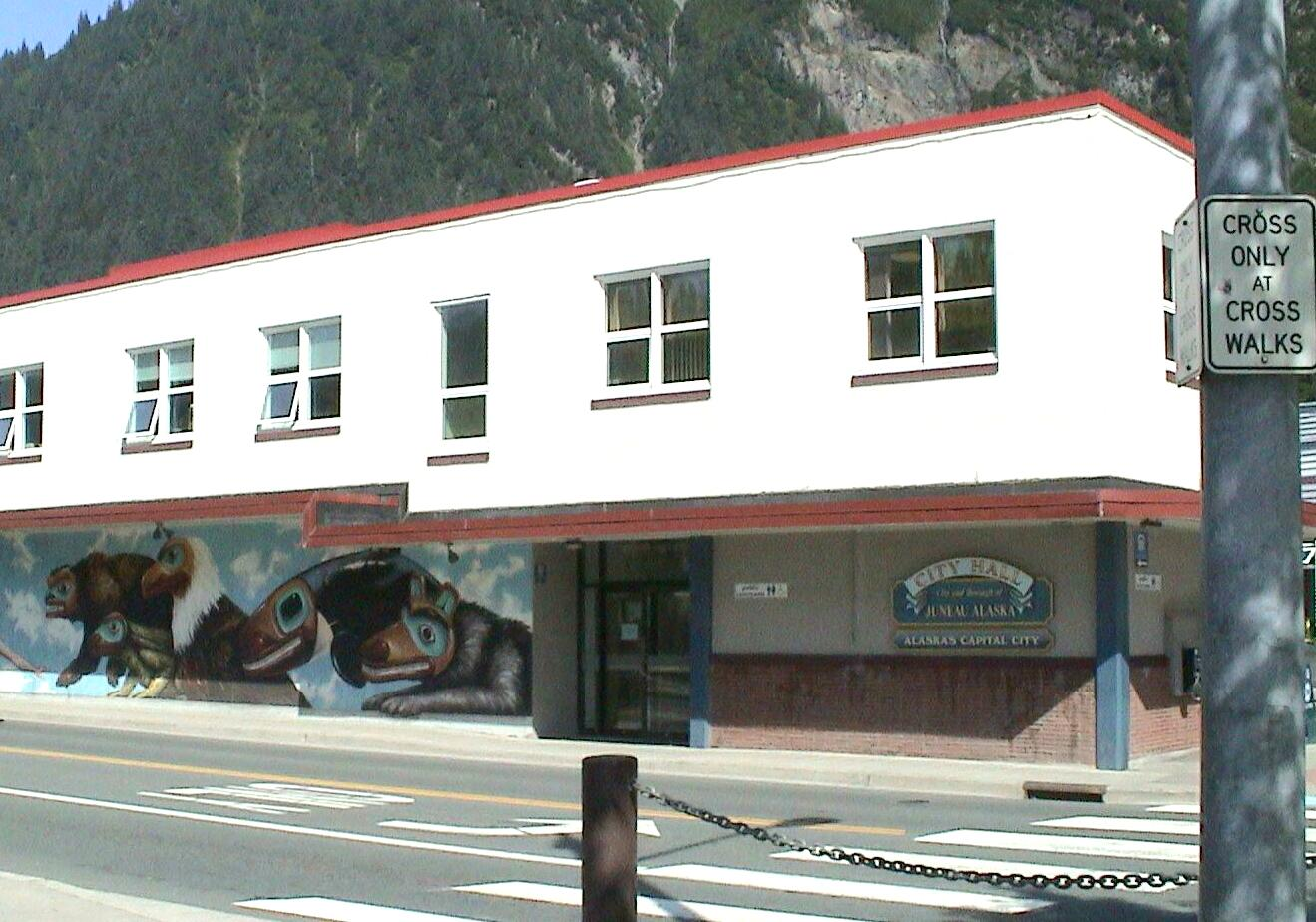
Het stadhuis van Juneau
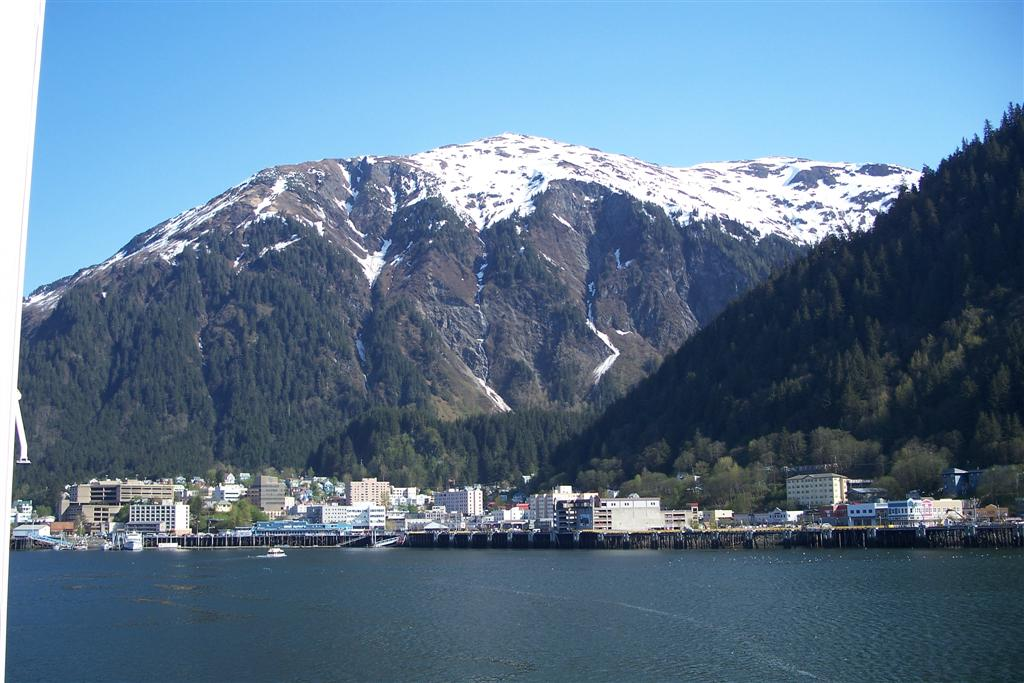
Juneau